# Copa del Rey de rugby 2012-13
La Copa del Rey de rugby 2013, es un campeonato de rugby en el que participan los equipos de la liga de División de Honor durante la temporada 2012-2013.
Esta edición Copa del Rey se disputó en un formato de fase inicial con cuatro grupos, semifinales a doble partido y final. La final se disputó en  El Sardinero de Santander el día 5 de mayo de 2013.

## Equipos participantes
| Equipo                         | Ciudad                    | Estadio                      | Entrenador                   | Marca      |
| ------------------------------ | ------------------------- | ---------------------------- | ---------------------------- | ---------- |
| Ciencias Fundación Cajasol     | Sevilla                   | La Cartuja                   | Jon Curry José Ignacio       | Hummel     |
| Cetransa El Salvador           | Valladolid                | Campos de Pepe Rojo          | Juan Carlos Pérez            | Nike       |
| VRAC Quesos Entrepinares       | Valladolid                | Campos de Pepe Rojo          | Lisandro Arbizu              | Kappa      |
| AMPO Ordizia Rugby Elkartea    | Ordicia                   | Estadio Altamira (Ordicia)   | Inazio Araña Paul Healy      | Astore     |
| Bizkaia Gernika Rugby Taldea   | Guernica y Luno           | Campo de Urbieta             | Jorge Giménez                | Proact     |
| Getxo Artea Rugby Taldea       | Guecho                    | Fadura                       | Bryce Bevin                  | Viator     |
| Hernani CRE                    | Hernani                   | Landare Toki                 |                              | Viator     |
| Blusens Universidade Vigo      | Vigo                      | Lagoas-Marcosende            | David Monreal Norman Maxwell | Canterbury |
| Club de Rugby La Vila          | Villajoyosa               | Campo de El Pantano          | Mark Hewitt                  | Viator     |
| Unio Esportiva Santboiana Seat | San Baudilio de Llobregat | Estadi Baldiri Aleu          | Lewis Williams               | Kappa      |
| CR Complutense Cisneros        | Madrid                    | Estadio Nacional Complutense |                              | Canterbury |
| Rugby Atlético Madrid          | Pozuelo de Alarcón        | Valle de las Cañas           | Miguel Ángel Puerta          | Macron     |

## Fase de grupos

### Grupo A
| Posición | Club                       | Partidos | Partidos | Partidos  | Partidos |
| Posición | Club                       | jugados  | ganados  | empatados | perdidos |
| -------- | -------------------------- | -------- | -------- | --------- | -------- |
| 1        | VRAC Quesos Entrepinares   | 1        | 1        | 0         | 0        |
| 2        | Blusens Universidade Vigo  | 1        | 0        | 0         | 1        |
| 3        | Ciencias Fundación Cajasol | 0        | 0        | 0         | 0        |

El Ciencias Fundación Cajasol renunció a disputar la copa del Rey por lo que el equipó que se clasificó para semifinales se decidió en el partido entre el Blusens Universidade Vigo y el VRAC Quesos Entrepinares.
|  | Local | vs. | Visita |  |  |

### Grupo B
| Posición | Club                    | Partidos | Partidos | Partidos  | Partidos |
| Posición | Club                    | jugados  | ganados  | empatados | perdidos |
| -------- | ----------------------- | -------- | -------- | --------- | -------- |
| 1        | AMPO Ordizia            | 2        | 2        | 0         | 0        |
| 2        | Cetransa El Salvador    | 2        | 1        | 0         | 1        |
| 3        | CR Complutense Cisneros | 2        | 0        | 0         | 2        |

|  | Local | vs. | Visita |  |  |

|  | Local | vs. | Visita |  |  |

|  | Local | vs. | Visita |  |  |

### Grupo C
| Posición | Club                           | Partidos | Partidos | Partidos  | Partidos |
| Posición | Club                           | jugados  | ganados  | empatados | perdidos |
| -------- | ------------------------------ | -------- | -------- | --------- | -------- |
| 1        | Bizkaia Gernika Rugby Taldea   | 1        | 1        | 0         | 0        |
| 2        | Rugby Atlético Madrid          | 2        | 1        | 0         | 1        |
| 3        | Unio Esportiva Santboiana Seat | 1        | 0        | 0         | 1        |

El Bizkaia Gernika Rugby Taldea por sus compromisos internacionales (European Challenge Cup), jugará un único partido contra el vencedor del Rugby Atlético Madrid y la Unio Esportiva Santboiana Seat. Si el vencedor es el Rugby Atlético Madrid el encuentro será en 
Guernica; si el vencedor es Unio Esportiva Santboiana Seat el encuentro será en San Baudilio de Llobregat.
|  | Local | vs. | Visita |  |  |

|  | Local | vs. | Visita |  |  |

### Grupo D
| Posición | Club                  | Partidos | Partidos | Partidos  | Partidos |
| Posición | Club                  | jugados  | ganados  | empatados | perdidos |
| -------- | --------------------- | -------- | -------- | --------- | -------- |
| 1        | Club de Rugby La Vila | 2        | 2        | 0         | 0        |
| 2        | Getxo Artea           | 2        | 1        | 0         | 1        |
| 3        | Hernani CRE           | 2        | 0        | 0         | 2        |

|  | Local | vs. | Visita |  |  |

|  | Local | vs. | Visita |  |  |

|  | Local | vs. | Visita |  |  |

## Semifinales
La Ida de las semifinales se jugarán el 3 de marzo, la vuelta el 14 abril
|  | Semifinales                        | Semifinales                  | Semifinales  | Semifinales | Semifinales |    |                            | Final                    | Final | Final | Final | Final |
|  |                                    |                              |              |             |             |    |                            |                          |       |       |       |       |
|  | Bandera de la Comunidad Valenciana | Club de Rugby La Vila        | 17           | N/P         | 17          |    |                            |                          |       |       |       |       |
|  | Bandera de Castilla y León         | VRAC Quesos Entrepinares     | 35           | -           | 35          |    |                            |                          |       |       |       |       |
|  |                                    |                              |              |             |             |    | Bandera de Castilla y León | VRAC Quesos Entrepinares |       |       | 17    |       |
|  |                                    | Bandera del País Vasco       | AMPO Ordizia |             |             | 27 |                            |                          |       |       |       |       |
|  | Bandera del País Vasco             | AMPO Ordizia                 | 23           | 51          | 74          |    |                            |                          |       |       |       |       |
|  | Bandera del País Vasco             | Bizkaia Gernika Rugby Taldea | 26           | 24          | 50          |    |                            |                          |       |       |       |       |

## Véase también

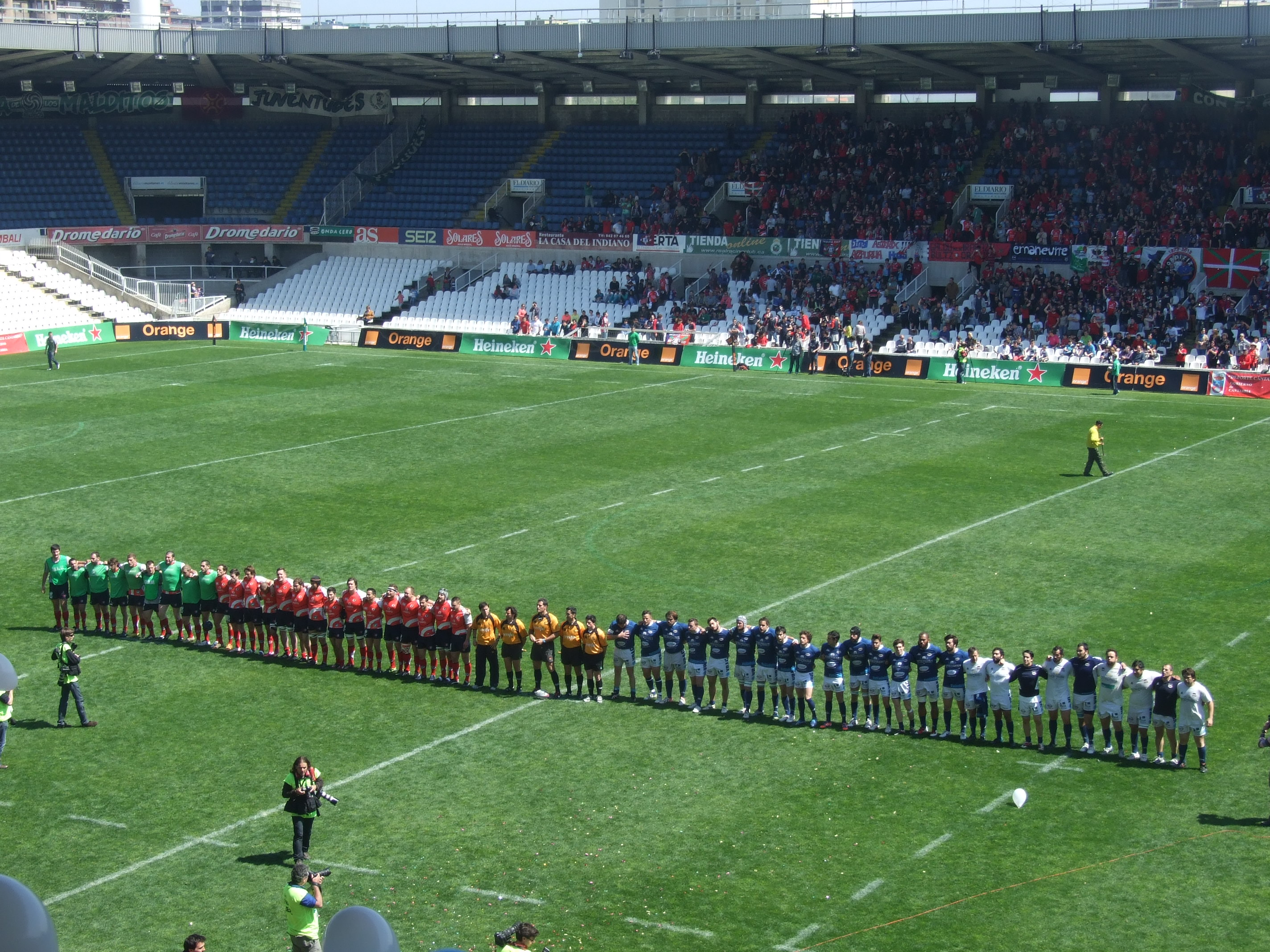
Copa del Rey de Rugby 2013, 5 de mayo. VRAC Quesos Entrepinares ante AMPO Ordizia.

## Final[8]
| 5 de mayo de 2013 | VRAC Quesos Entrepinares                                                         | 17-27 | AMPO Ordizia R.E.                                                                      | El Sardinero, Santander,                                           |                                                                    |
|                   | Ensayos: Estrada 10', Alex Gutiérrez Muller 15' y Gavidi 18' Conv: Griffiths 18' |       | Ensayos: Kroll 28', Grende 34' y Huxford 41' y 69' Conv: Kroll 28' y 34' GC: Kroll 77' | Asistencia: 6000 espectadores Árbitro(s): Ortega (Colegio Andaluz) | Asistencia: 6000 espectadores Árbitro(s): Ortega (Colegio Andaluz) |